# Margrethe Bergane
Margrethe Bergane (* 24. Juni 2001) ist eine norwegische Skilangläuferin.

## Werdegang
Bergane, die für den Konnerud IL startet, nahm bis 2021 an Juniorenrennen teil. Dabei belegte sie beim Europäischen Olympischen Winter-Jugendfestival 2019 in Sarajevo den 17. Platz im Sprint, den achten Rang über 5 km Freistil und den fünften Platz über 7,5 km klassisch und bei den Junioren-Skiweltmeisterschaften 2020 in Oberwiesenthal den 18. Platz im 15-km-Massenstartrennen. Im folgenden Jahr gewann sie bei den Junioren-Skiweltmeisterschaften in Vuokatti über 5 km Freistil sowie mit der Staffel jeweils die Bronzemedaille und im 15-km-Massenstartrennen die Goldmedaille. Zu Beginn der Saison 2021/22 lief sie in Beitostølen ihre ersten Rennen im Scandinavian-Cup und errang dabei den 20. Platz über 10 km Freistil und den 11. Platz über 10 km klassisch. Im weiteren Saisonverlauf startete sie, nach zwei Top-zehn-Platzierungen in dieser Rennserie und Platz acht über 10 km klassisch bei den U23-Weltmeisterschaften 2022 in Lygna, in Lahti erstmals im Skilanglauf-Weltcup, wo sie den 40. Platz über 10 km klassisch belegte. Beim folgenden Weltcup in Oslo holte sie mit dem 28. Platz im 30-km-Massenstartrennen ihre ersten Weltcuppunkte.

## Siege bei Continental-Cup-Rennen
| Nr. | Datum        | Ort    | Disziplin                    | Serie            |
| --- | ------------ | ------ | ---------------------------- | ---------------- |
| 1.  | 4. März 2023 | Madona | 10 km Freistil               | Scandinavian-Cup |
| 2.  | 5. März 2023 | Madona | 20 km klassisch Verfolgung 1 | Scandinavian-Cup |

## Platzierungen im Weltcup

### Weltcup-Statistik
Die Tabelle zeigt die erreichten Platzierungen im Einzelnen.
- 1.–3. Platz: Anzahl der Podiumsplatzierungen
- Top 10: Anzahl der Platzierungen unter den ersten zehn
- Punkteränge: Anzahl der Platzierungen innerhalb der Punkteränge
- Starts: Anzahl gelaufener Rennen in der jeweiligen Disziplin
- Hinweis: Bei den Distanzrennen erfolgt die Einordnung gemäß FIS.

| Platzierung               | Distanzrennen a | Distanzrennen a | Distanzrennen a | Distanzrennen a | Distanzrennen a | Skiathlon Verfolgung | Sprint | Etappen- rennen b | Gesamt | Team   | Team    |
| Platzierung               | ≤ 5 km          | ≤ 10 km         | ≤ 15 km         | ≤ 30 km         | > 30 km         | Skiathlon Verfolgung | Sprint | Etappen- rennen b | Gesamt | Sprint | Staffel |
| ------------------------- | --------------- | --------------- | --------------- | --------------- | --------------- | -------------------- | ------ | ----------------- | ------ | ------ | ------- |
| 1. Platz                  |                 |                 |                 |                 |                 |                      |        |                   |        |        |         |
| 2. Platz                  |                 |                 |                 |                 |                 |                      |        |                   |        |        |         |
| 3. Platz                  |                 |                 |                 |                 |                 |                      |        |                   |        |        | 1       |
| Top 10                    |                 | 2               |                 |                 | 1               | 1                    |        |                   | 4      |        | 3       |
| Punkteränge               |                 | 12              | 2               | 8               | 2               | 3                    |        | 2                 | 29     |        | 3       |
| Starts                    |                 | 13              | 2               | 8               | 2               | 5                    | 4      | 2                 | 36     |        | 3       |
| Stand: Saisonende 2023/24 |                 |                 |                 |                 |                 |                      |        |                   |        |        |         |

### Weltcup-Gesamtplatzierungen
| Saison  | Gesamt | Gesamt | Distanz | Distanz |
| Saison  | Punkte | Platz  | Punkte  | Platz   |
| ------- | ------ | ------ | ------- | ------- |
| 2021/22 | 3      | 114.   | 3       | 83.     |
| 2022/23 | 463    | 42.    | 373     | 21.     |
| 2023/24 | 808    | 26.    | 652     | 17.     |